# 社会保険健康事業財団
財団法人 社会保険健康事業財団（しゃかいほけんけんこうじぎょうざいだん）は、生活習慣病予防健診を実施する厚生労働省社会保険庁所管財団法人であったが、事業仕分けによって2010年12月末をもって解散した。

## 概要
- 設立：1990年（平成2年）
- 所在：東京都港区高輪3-22-12
- 理事長：伊藤雅治
- 常務理事：柳楽剛

## 事業
- 被保険者等に対する健康診査の普及推進
- 健康増進のための施設等の運営
- 健康意識の高揚のための啓発普及活動
- 健康及び福祉の増進等に関する調査研究等